# 蒙茹瓦 (奥德省)
蒙茹瓦（法語：Montjoi，法語發音：[mɔ̃ʒwa] ⓘ）是法国奥德省的一个市镇，位于该省中部偏南，属于利穆区。

## 地理
蒙茹瓦（42°59'34"N, 2°28'56"E）面积7.18 平方千米，位于法国奧克西塔尼大區奥德省，该省份为法国南部沿海省份，北起塔恩省，西北接上加龙省，西接阿列日省，南至东比利牛斯省，东临地中海，东北与埃罗省接壤。
与蒙茹瓦接壤的市镇（或旧市镇、城区）包括：布伊斯、莱里耶尔、拉内、萨尔扎、维涅维埃耶。
蒙茹瓦的时区为UTC+01:00、UTC+02:00（夏令时）。

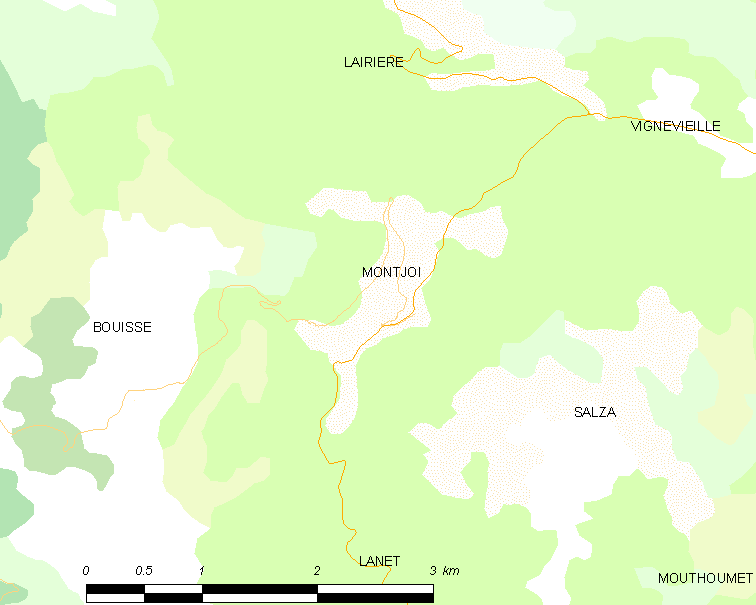
蒙茹瓦的OSM定位图

## 行政
蒙茹瓦的邮政编码为11330，INSEE市镇编码为11250。

## 政治
蒙茹瓦所属的省级选区为莱科比耶尔县。

## 交通
奥德省省道D28线、D46线和D60线在市中心交汇。

## 人口

1962-2008年间蒙茹瓦人口变化图示

蒙茹瓦于2022年1月1日时的人口数量为40人。